# Бернеттаун (Јужна Каролина)
Бернеттаун (Јужна Каролина) (енгл. Burnettown) град је у америчкој савезној држави Јужна Каролина.

## Демографија
По попису из 2010. године број становника је 2.673, што је 47 (-1,7%) становника мање него 2000. године.
| Група             | 2000.         | 2010.         |
| Белци             | 2.333 (85,8%) | 2.047 (76,6%) |
| Афроамериканци    | 323 (11,9%)   | 380 (14,2%)   |
| Азијати           | 16 (0,6%)     | 20 (0,7%)     |
| Хиспаноамериканци | 20 (0,7%)     | 171 (6,4%)    |
| Укупно            | 2.720         | 2.673         |